# Маринко Ивковић
Маринко Ивковић (1848 Бољевац — 1883 Зајечар) је свештеник, народни посланик и један од вођа Тимочке буне. 
Тимочка буна га је затекла осуђеног на 8 месеци затвора због тзв. гамзиградске афере. Наиме, између 20 и 23. маја 1883. сељаци у Гамзиграду успротивили су се жигосању стоке, па је дошло до оружаног сукоба с органима власти. По оптужби Ивковић је наговарао сељаке да одбију жигосање стоке и да се према потреби одупру силом. Окружни суд у Зајечару осудио га је на суђењу 7. — 9. јун 1883. 
У току Тимочке буне Ивковић је утицао на становнике Бољевца да не предају оружје властима, а да већ предато оружје преотму разбијањем државног магацина. Према тексту пресуде:
у исти мах слегло се у Бољевац преко хиљаду побуњенука и поп Маринко ставио им се на чело као главни вођ. Он им је изговорио беседу да полазе напред да се буне против насиља и неправде и од тог часа у бојном поретку одвео их је у Честобродицу и заузео бојне положаје.
У исто време заузео је среско и телеграфско надлештво, а чиновнике заробио и дотерао у логор. Ухваћена су и два среска начелника зајечарски и тимочки. Али Ивковић и побињени народ око њега разбијени су на Честобродици. Ивковић је побегао и ухваћен је у Књажевцу. На процесу против побуњеника, одржаном у Зајечару 7. новембра 1883. осуђен је на смрт, а потом стрељан.